# Цегельна вулиця (Київ, Московський район)
Цеге́льна вулиця — зникла вулиця, що існувала в Московському, нині Голосіївському районі міста Києва, місцевість Китаїв. Пролягала від проспекту Науки до кінця забудови. 

## Історія
Вулиця виникла, ймовірно, у середині XX століття, назву отримала 1977 року, від цегельного заводу, розташованого неподалік. 
Ліквідована в 1980-х роках у зв'язку з частковою зміною забудови навколишньої місцевості.